# Limbé

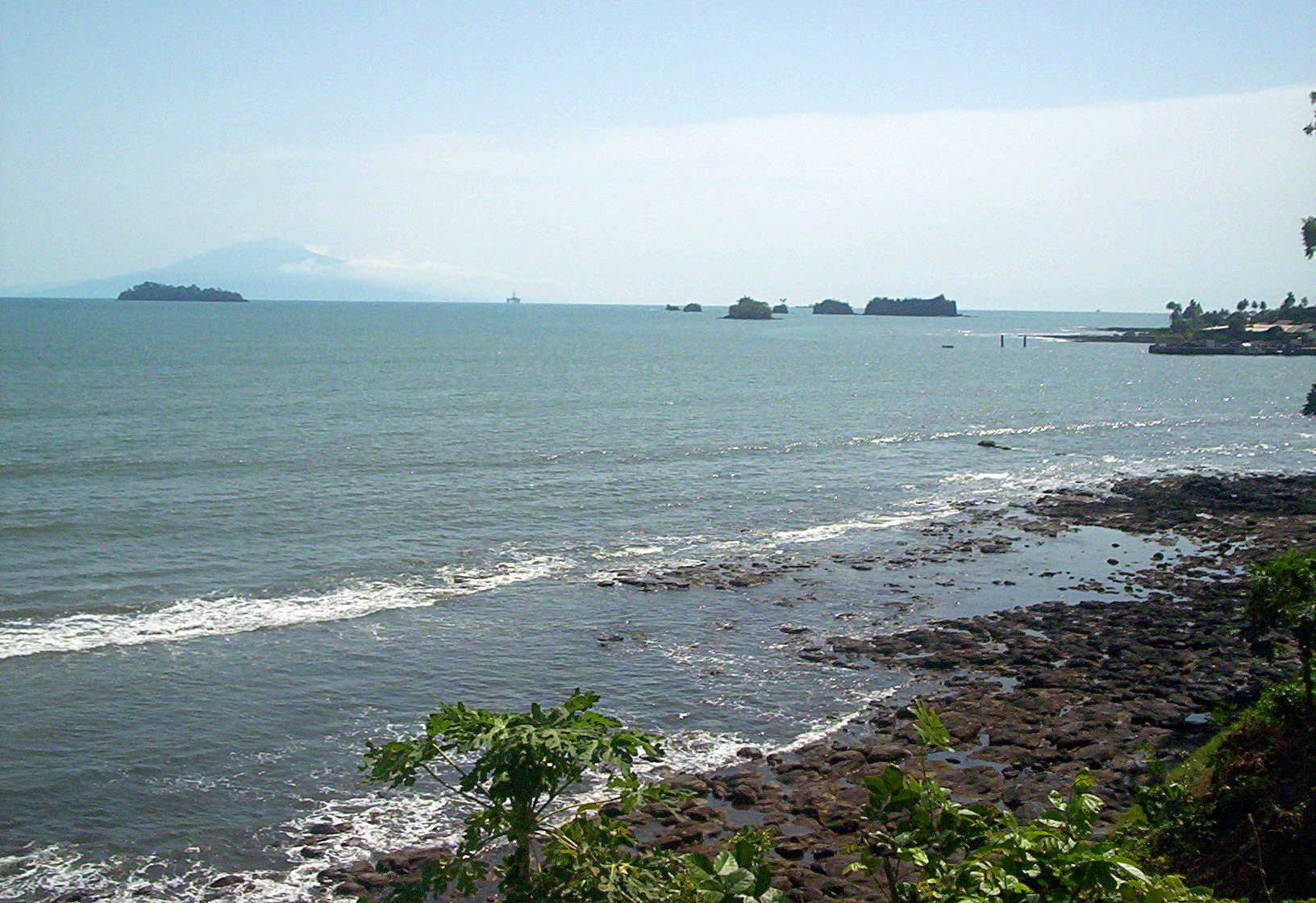
Brzeg Atlantyku w Limbé

Limbé (inna nazwa: Limbe, do 1982 Victoria) – miasto w Kamerunie, port morski. Leży w Regionie Południowo-Zachodnim. Jest stolicą departamentu Fako. Liczy około 85 tys. mieszkańców. Zostało założone przez angielskiego misjonarza Alfreda Sakera jako Victoria. W mieście znajduje się również port lotniczy Limbe.
Ośrodek handlu i przemysłu spożywczego, tekstylnego, chemicznego i naftowego.
Ze względu na ładne plaże i przyjazny klimat jest popularnym ośrodkiem turystycznym. Mieści się tu ogród botaniczny.

## Miasta partnerskie
- Seattle
- Saint-Brieuc
- Saint John’s